# Pregled pospeševalnikov delcev in trkalnikov
Pregled pospeševalnikov delcev in trkalnikov podaja važnejše pospeševalnike delcev in trkalnike. 

## Enostavni pospeševalniki delcev
Vsi enostavni in zgodnji pospeševalniki delcev so uporabljali stalne tarče. Na njih so se izvajali poskuse, ki jim še niso dajali imen.

### Ciklotroni
Ciklotron je posebna oblika pospeševalnika delcev.
| pospeševalnik      | nahajališče                                       | leto pričetka delovanja | oblika | pospešeni delci | kinetična energija | opombe in odkritja                                    |
| ------------------ | ------------------------------------------------- | ----------------------- | ------ | --------------- | ------------------ | ----------------------------------------------------- |
| ciklotron (23 cm)  | Univerza Kalifornije, Berkeley – ZDA              | 1931                    | krožna | H2+             | 1,0 MeV            | preizkus izvedbe                                      |
| ciklotron (28 cm)  | Univerza Kalifornije, Berkeley - ZDA              | 1932                    | krožna | proton          | 1,2 MeV            |                                                       |
| ciklotron (68 cm)  | Univerza Kalifornije, Berkeley - ZDA              | 1932-1936               | krožna | devterij        | 4,8 MeV            | raziskave interakcij med devteroni in jedri           |
| ciklotron (94 cm)  | Univerza Kalifornije, Berkeley - ZDA              | 1937-1938               | krožna | devterij        | 8 MeV              | odkritje večjega števila izotopov                     |
| ciklotron (152 cm) | Univerza Kalifornije, Berkeley - ZDA              | 1939-1941               | krožna | devterij        | 16 MeV             | odkritje večjega števila izotopov                     |
| ciklotron (4,67 m) | Lawrenceov narodni laboratorij v Berkeleyju - ZDA | 1942-                   | krožna | različno        | >100 MeV           | raziskave o ločevanju izotopov urana                  |
| kalutron           | Narodni laboratorij v Oak Ridgeu, Tennessee – ZDA | 1943-                   | podkve | jedra urana     |                    | uporabljen za ločevanje izotopov v projektu Manhattan |

Opomba: Prvi pospeševalnik je bil zgrajen v Lawrenceovem narodnem laboratoriju v Berkeleyju, ki je znan tudi kot Laboratorij za sevanja v Berkeleyju.

### Zgodnji pospeševalniki delcev
| pospeševalnik                                         | nahajališče             | leta delovanja | oblika velikost               | pospeševani delec | kinetična energija | opombe in odkritja                        |
| ----------------------------------------------------- | ----------------------- | -------------- | ----------------------------- | ----------------- | ------------------ | ----------------------------------------- |
| Cockcroftov in Waltonov elektrostatični pospeševalnik | Cavendishev laboratorij | 1932           | Cockcroft- Waltonov generator | proton            | 0,7 MeV            | prvič se je razbilo atomsko jedro (litij) |

### Sinhrotroni
Sinhrotroni so posebna oblika pospeševalnikov delcev.
| pospeševalnik                                                                            | nahajališče                         | leta delovanja      | oblika velikost                   | pospeševani delec         | kinetična energija | opombe in odkritja                                                                                  |
| ---------------------------------------------------------------------------------------- | ----------------------------------- | ------------------- | --------------------------------- | ------------------------- | ------------------ | --------------------------------------------------------------------------------------------------- |
| Cosmotron                                                                                | Brookhavenski narodni laboratorij   | 1953-1968           | krožni obroč (obseg 72 metrov)    | Proton                    | 3,3 GeV            | odkritje delca V, prva umetna proizvodnja nekaterih mezonov                                         |
| Birminghamski sinhrotron                                                                 | Univerza v Birminghamu              | 1953-1967           |                                   | proton                    | 1 GeV              | |
| Bevatron                                                                                 | Berkeleyjski laboratorij za sevanja | 1954-~1970          | dirkalne steze                    | proton                    | 6,2 GeV            | poskusi z delci s čudnostjo, odkritje antiprotona in antinevtrona, odkrita resonančna stanja delcev |
| Bevalac, kombinacija linearnega pospeševalnika SuperHILAC, divergentne cevi in Bevatrona | Berkeleyjski laboratorij za sevanja | ~1970-1993          | linearni pospeševalnik            | katerokoli stabilno jedro |                    | opazovanje zgoščene snovi v jedru, odlaganje ionov v tumorjih pri rakavih obolenjih                 |
| Saturne                                                                                  | Saclay, Francija                    |                     |                                   |                           | 3 GeV              | |
| sinhrofazotron                                                                           | Dubna, Rusija                       | december 1949-danes |                                   |                           | 10 GeV             | |
| sinhrotron z ničelnim gradientom                                                         | Narodni laboratorij Argonne         |                     |                                   |                           | 12,5 GeV           | |
| protonski sinhrotron                                                                     | CERN                                | 1959-danes          | okrogli obroč (600 metrov obsega) | proton                    | 28 GeV             | uporablja se za polnjenje ISR, SPS, LHC                                                             |
| sinhrotron s spremenljivim gradientom                                                    | Brookhavenski narodni laboratorij   | 1960-               |                                   | proton                    | 33 GeV             | J/Ψ, mionski nevtrino, kršitev simetrije CP in kaoni, vbrizgavanje protonov v RHIC                  |
|                                                                                          | Elettra, Bazovica, Italija          | 4. november 1986-   | krožni obroč (obseg               | elektron                  |                    | |

## Pospeševalniki s stalno tarčo
Mnogo sedanjih pospeševalnikov še vedno dela s stalno tarčo, čeprav delujejo tudi kot trkalniki. 
| pospeševalnik                                                                                       | nahajališče                                                                     | leto delovanja | oblika in velikost                                        | pospeševani delci        | kinetična energija                        | poskusi                                                          | opombe                                                                |
| --------------------------------------------------------------------------------------------------- | ------------------------------------------------------------------------------- | -------------- | --------------------------------------------------------- | ------------------------ | ----------------------------------------- | ---------------------------------------------------------------- | --------------------------------------------------------------------- |
| SLAC Linac                                                                                          | Center linearnega pospeševalnika v Stanfordu                                    | 1966-danes     | 3 km linearni pospeševalnik                               | elektron/ pozitron       | 50 GeV                                    |                                                                  | večkrat dograjen, uporablja se za polnjenje PEP, SPEAR, SLC in PEP-II |
| Fermilab Booster                                                                                    | Fermilab                                                                        | 1970-danes     | krožni sinhrotron                                         | protoni                  | 8 GeV                                     | MiniBooNE                                                        |                                                                       |
| Fermilabov glavni injektor                                                                          | Fermilab                                                                        | 1995-danes     | krožni sinhrotron                                         | protoni in antiprotoni   | 150 GeV                                   | MINOS                                                            |                                                                       |
| Fermilabov glavni obroč                                                                             | Fermilab                                                                        | 1970-1995      | krožni sinhrotron                                         | protoni in antiprotoni   | 400 GeV (do leta 1979), 150 GeV do takrat |                                                                  |                                                                       |
| super protonski sinhrotron                                                                          | CERN                                                                            | 1980-danes     | krožni sinhrotron                                         | Protons and ions         | 480 GeV                                   | COMPASS, OPERA and ICARUS at Laboratori Nazionali del Gran Sasso |                                                                       |
| Batesov linearni pospeševalnik                                                                      | Middleton, Massachusetts, ZDA                                                   | 1967-2005      | 500 MeV krožni linearni pospeševalnik in obroč za hrambo  | polarizirani elektroni   | 1 GeV                                     |                                                                  |                                                                       |
| Pospeševalnik z zveznim curkom elektronov (Continuous Electron Beam Accelerator Facility ali CEBAF) | Nacionalni pospeševalnik Thomasa Jeffersona, Newport News, Virginija, ZDA       | 1995-danes     | 6 GeV krožni linearni pospeševalnik (nadgrajen do 12 GeV) | polarizirani elektroni   | 6 GeV                                     | DVCS, PrimEx II, Qweak                                           | prva masovna uporaba tehnologije superprevodne radijske frekvence.    |
| ELSA                                                                                                | Fizikalni inštitut pri Univerzi v Bonnu Bonn, Nemčija                           | 1987-present   | sinhrotron in nosilec                                     | (polarizirani) elektroni | 3,5 GeV                                   | poskus Crystal Barrel Arhivirano 2011-07-19 na Wayback Machine.  |                                                                       |
| ISIS izvor nevtronov                                                                                | Laboratorij Rutherforda in Appletona, Chilton, Oxfordshire, Združeno kraljestvo | 1984-danes     | H- Linac, ki ga je nasledil protonski RCS                 | protoni                  | 800 MeV                                   |                                                                  | pulzirajoč curek protonov z največjo energijo na svetu                |
| MAMI                                                                                                | Mainz, Nemčija                                                                  |                | pospeševalnik 855 MeV                                     | polarizirani elektroni   |                                           |                                                                  |                                                                       |
| Tevatron                                                                                            | Fermilab                                                                        | 1978- danes    | superprevodni krožni sinhrotron                           | protoni                  | 980 GeV                                   |                                                                  |                                                                       |
| Spallation Neutron Source                                                                           | Narodni laboratorij v Oak Ridgeu                                                | 2006 - danes   | linearni(335 m) in krožni (248 m)                         | protoni                  | 800 MeV - 1 GeV                           |                                                                  |                                                                       |

## Trkalniki

### Trkalnikielektronovinpozitronov
| pospeševalnik             | nahajališče                        | leta delovanja | oblika in obseg        | energija elektrona | energija pozitrona | poskusi                                     | pomembna odkritja |
| ------------------------- | ---------------------------------- | -------------- | ---------------------- | ------------------ | ------------------ | ------------------------------------------- | --- |
| AdA                       | Frascati, Italija; Orsay, Francija | 1961-1964      | krožna, 3 metre        | 250 MeV            | 250 MeV            |                                             | Touschekov pojav (1963); prvič opažene interakcije e+e- (1964)                                                                               |
| Princeton-Stanford (e-e-) | Stanford, Kalifornija, ZDA         | 1962-1967      | dva obroča, 12 m       | 300 MeV            | 300 MeV            |                                             | proizvodnja parov e+e- |
| VEP-1 (e-e-)              | Novosibirsk, Sovjetska zveza       | 1964-1968      | dva obroča, 2.70 m     | 130 MeV            | 130 MeV            |                                             | sipanje e-e- ; potrjeni pojavi kvantne elektrodinamike (QED)                                                                                 |
| VEPP-2, VEPP-2M           | Novosibirsk, Sovjetska zveza       | 1965-1999      | krožna, 17.88 m        | 700 MeV            | 700 MeV            | OLYA, ND, CMD; SND, CMD-2                   | multihadronska proizvodnja (1966), e+e- -> mezon φ (1966), e+e- -> dva žarka γ (1971)                                                        |
| SPEAR                     | SLAC                               |                |                        |                    |                    | Mark I, Mark II, Mark III                   | odkritje stanj čarmonija |
| PEP                       | SLAC                               |                |                        |                    |                    | Mark II                                     | |
| SLC                       | SLAC                               |                | Addition to SLAC Linac | 45 GeV             | 45 GeV             | SLD, Mark II                                | |
| LEP                       | CERN                               | 1989-2000      | Circular, 27 km        | 104 GeV            | 104 GeV            | Aleph, Delphi, Opal, L3                     | samo trije lahki ({\displaystyle m\leq m_{Z}/2}) šibko interagirajoči nevtrini obstajajo, kar pomeni samo tri generacije kvarkov in leptonov |
| DORIS                     | DESY                               | 1974-1993      | krožna, 300m           | 5 GeV              | 5 GeV              | ARGUS, Crystal Ball, DASP, PLUTO            | oscilacije v nevtralnih B mezonih |
| PETRA                     | DESY                               | 1978-1986      | Circular, 2 km         | 20 GeV             | 20 GeV             | JADE, MARK-J, PLUTO, TASSO                  | odkritje gluona v dogodek treh curkovdogodku treh curkov                                                                                     |
| CESR                      | Univerza Cornell                   | 1979-2002      | krožna, 768m           | 6 GeV              | 6 GeV              | CUSB, CHESS, CLEO, CLEO-2, CLEO-2.5, CLEO-3 | prvič opažen razpad delca B |
| CESR-c                    | Univerza Cornell                   | 2002-2008      | krožna, 768m           | 6 GeV              | 6 GeV              | CHESS, CLEO-c                               | |
| PEP-II                    | SLAC                               | 1998-2008      | krožna, 2.2 km         | 9 GeV              | 3,1 GeV            | Babar                                       | odkritje kršitve simetrije CP v sistemu mezonov B                                                                                            |
| KEKB                      | KEK                                | 1999-2008?     | krožna, 3 km           | 8,0 GeV            | 3,5 GeV            | Belle                                       | odkritje kršitve simetrije CP v sistemu mezonov B                                                                                            |
| VEPP-2000                 | Novosibirsk                        | 2006-          | krožna, 24m            | 1.0 GeV            | 1.0 GeV            |                                             | |
| VEPP-4M                   | Novosibirsk                        | 1994-          | krožna, 366m           | 6,0 GeV            | 6,0 GeV            |                                             | |
| BEPC                      | Ljudska republika Kitajska         | 1989-2004      | krožna, 240m           | 2,2 GeV            | 2,2 GeV            | Beijing Spectrometer (I and II)             | |
| DAΦNE                     | Frascati, Italija                  | 1999-          | krožna, 98m            | 0,7 GeV            | 0,7 GeV            | KLOE                                        | |
| BEPC II                   | Kitajska                           | 2008-          | krožna, 240m           | 3,7 GeV            | 3,7 GeV            | spektrometer III v Pekingu                  | |

### Hadronskitrkalniki
| pospeševalnik                                          | nahajališče                          | leta delovanja | oblika in velikost                 | trki delcev                   | energija curka | poskusi |
| ------------------------------------------------------ | ------------------------------------ | -------------- | ---------------------------------- | ----------------------------- | -------------- | --- |
| Presečni obroči za hrambo (Intersecting Storage Rings) | CERN                                 | 1971-1984      | krožna (obseg 948 m)               | proton/ proton                | 31,5 GeV       | |
| Super protonski sinhrotron                             | CERN                                 | 1981-1984      | krožna (obseg 6,9 km)              | proton/ antiproton            |                | UA1, UA2 |
| Tevatron oblika I                                      | Fermilab                             | 1992-1995      | krožni obroč (obseg 6,3 km)        | proton/ antiproton            | 900 GeV        | CDF, D0 |
| Tevatron oblika II                                     | Fermilab                             | 2001-danes     | krožna (obseg 6,3 km)              | proton/ antiproton            | 980 GeV        | CDF, D0 |
| RHIC oblika proton+proton                              | BNL (Brookhaven National Laboratory) | 2000-danes     | heksagonalni obroči (obseg 3,8 km) | polarizirani protoni/ protoni | 100-250 GeV    | PHENIX, STAR |
| Veliki hadronski trkalnik                              | CERN                                 | 2008-danes     | krožna (obseg 27 km)               | protoni/ protoni              | 7 TeV          | ALICE (A Large Ion Collider Experiment), ATLAS (ATLAS experiment), CMS (Compact Muon Solenoid), LHCb, LHCf, TOTEM |

### Trkalnikielektronovinprotonov
| pospeševalnik | nahajališče | leta delovanja | oblika in velikost                | energija elektronov | energija protonov | poskusi                  |
| ------------- | ----------- | -------------- | --------------------------------- | ------------------- | ----------------- | ------------------------ |
| HERA          | DESY        | 1992(-2007)    | okrogel obroč (obseg 6336 metrov) | 27,5 GeV            | 920 GeV           | H1, ZEUS, HERMES, HERA-B |

### Ionskitrkalniki
| pospeševalnik                                                          | nahajališče                                      | leta delovanja | oblika in velikost                 | trki ionov                                       | energija ionov         | poskusi                                                                     |
| ---------------------------------------------------------------------- | ------------------------------------------------ | -------------- | ---------------------------------- | ------------------------------------------------ | ---------------------- | --------------------------------------------------------------------------- |
| Relativistični trkalnik težkih ionov (Relativistic Heavy Ion Collider) | Brookhavenski narodni laboratorij, New York, ZDA | 2000-danes     | heksagonalni obroči (obseg 3,8 km) | d-197Au79+; 63Cu29+; -63Cu29+; 197Au79+-197Au79+ | 4,6-100 GeV na nukleon | STAR, PHENIX, Brahms, Phobos                                                |
| Veliki hadronski trkalnik, ionski način                                | CERN                                             | 2008-danes     | krožna (obseg 27 km)               | 208Pb82+; - 208Pb82+                             | 2,76 TeV na nukleon    | ALICE (A Large Ion Collider Experiment), ATLAS, CMS (Compact Muon Solenoid) |